# 职业官僚 (日本公务员)
职业官僚（日语： Kyaria），是对部分日本公務員的俗称，指代公务员考試中“綜合職”考试、上級甲種考试、I 種考试等考试合格，被日本中央省廳以幹部侯補生任用的國家公務員。
日本的职业官僚制度起源于明治维新后的文官考试，于十九世纪末开始，二战后予以改革，但大体得以保存。职业官僚在日本经济腾飞时期曾主导经济政策，负责协调公务员、企业及自由民主党内部派系。职业官僚制度曾被认为是日本经济增长的重要原因。但1990年代日本泡沫经济破裂后经济停滞，以及高级官僚涉及丑闻，使政府通过一系列公务员改革，削弱高级官僚权利。

## 官僚制度历史

### 战前官僚制度

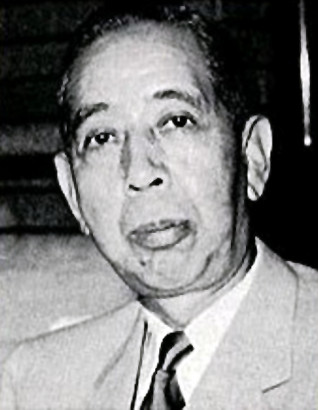
岸信介1920年高等文官考试行政科合格，后来成为日本首相

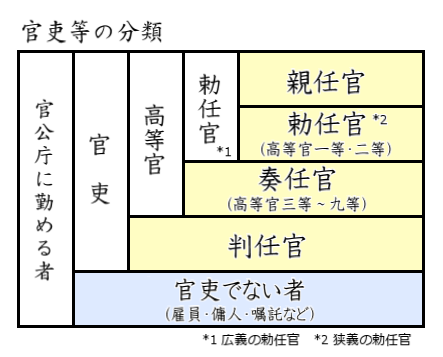
日本明治宪法下的官吏制度

日本近代官僚制度发源自明治维新时期，身份等级色彩浓厚，将官僚从高到低区分为亲任官、勅任官、奏任官以及判任官，前三类被称为高等官。日本现代化过程中，受到德国、奥地利等欧洲国家启发，决心建立为天皇服务、达到规范教育水平的国家公务员制度。日本于1870年代设立法学院，1876年建立法律考试制度，1884年建立司法官任用制度。约 1890 年代，日本形成公开竞争考试为主的官僚任用制度，推行文官普通考试、文官高等考试等考试，并逐渐取消此前东京帝国大学毕业生成为公务员的特权。高等文官考试内容以法律为主，合格者多为帝国大学法学部的毕业生，也反映出当时日本的社会阶级分化。
在战前高等文官考试合格者中，超过60%为东京帝国大学毕业生，而另有接近10%为京都帝国大学毕业生。有学者分析约 1,300 名高等文官经历，发现过 70% 为东大毕业，9%为京大毕业296。此外，约 27% 高等官为士族（武士后代），1.2 %为华族，其他为平民，但多为官僚、地主、工商界人士之子。此外，领导职位多由考试选拔的「政务官」担任，虽然「技官」也多为精英大学毕业，但政务官升迁却远远快于技官。
因公务员为天皇之官吏，在天皇威望至上的年代，高级官僚的权威也得到强化，成为统治精英的一部分。吸收德、奥经验，日本官僚体系在召开国会前已建设完毕，官制也以天皇勅令而非法律规定。
二次世界大战前，国会及各大臣从未完全控制官僚体系，反是官僚开始从政，成为两大政党内之重要派系249-91。甚至在军人出任首相时，也需与官僚达成非正式合作76。此外，在明治宪法下，几乎所有首相均曾任文武官僚，只有两位皇族首相例外。
候选人通过考试后，由各部委负责聘用官僚，其升迁、调任也全在该部委内部，形成所谓的「纵社会」26-67。此外，官僚有法定的职业保障，理论上为终身雇佣制。但高级官僚多在 40 岁左右退休，以使官僚不必被同年入职的同事领导，也同时让位于后进官僚。当时法律规定，文官工作 17 年后，得享有工资 1/3 的退休金78。高级官僚退休金可达 1,500 日元，超过中低层公务员的全部薪水，亦有官僚从政、被任命于贵族院、或在私人企业工作12925。

### 战后官僚制度

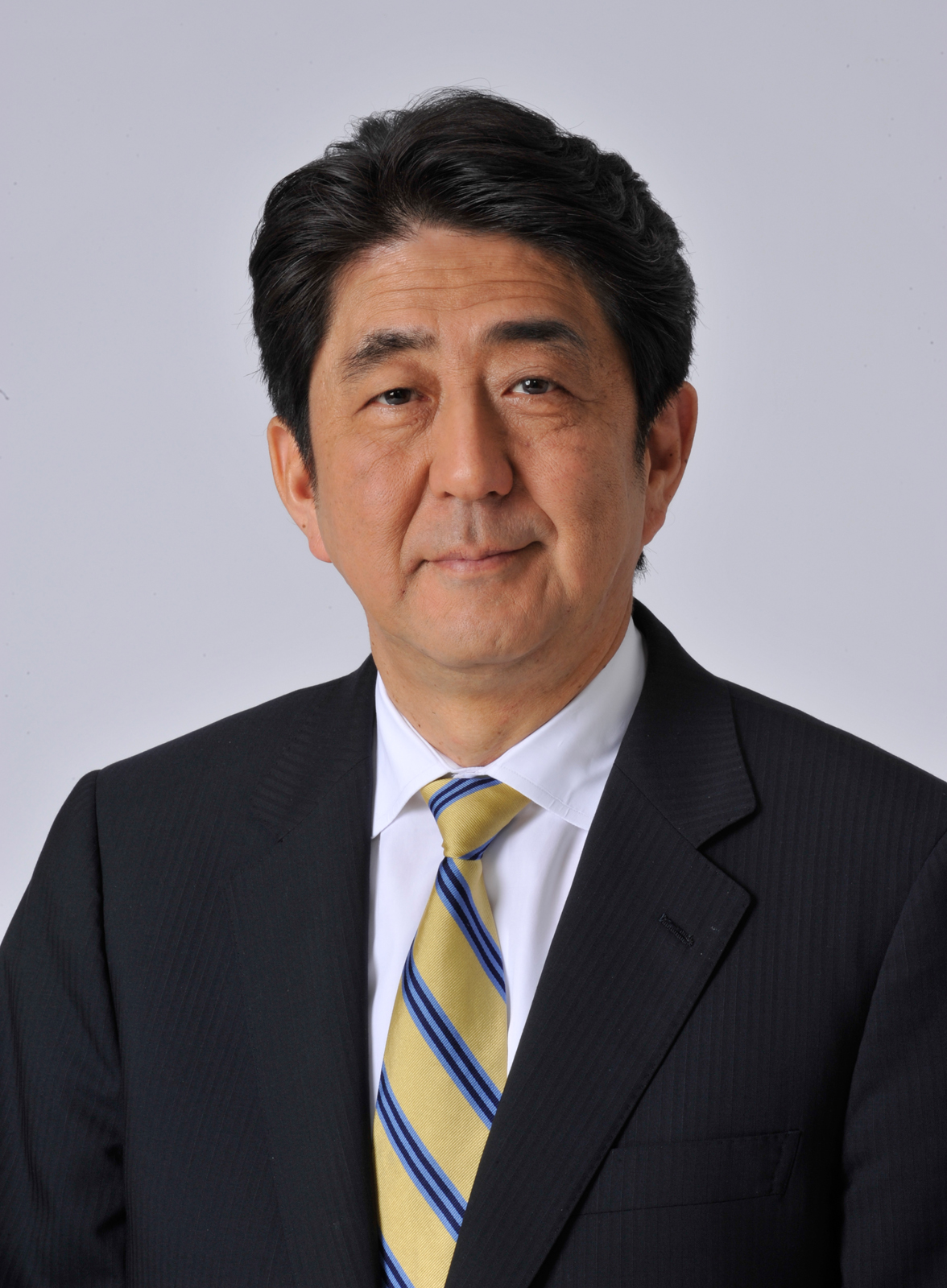
在安倍晋三首相任内，日本政府成立内阁人事局，使各省高级官僚的人事任命由首相及内阁统一管理

二战结束后，在驻日盟军总司令部的主导下，日本推行了一系列政治体制改革，包括通过《国家公务员法》，推行公务员改革。然而，部分日本战前官僚制的传统，依然延续至今日的日本国家公务员制度。战后，日本国家公务员与地方公务员体系是分开的，职业官僚为国家公务员中的一部。日本经济曾保持长时间高速增长，有效的官僚系统被认为是其原因之一。
1955 年至 1993 年，日本自由民主党曾长期执政。在此期间，宪法虽赋予内阁行政权，但内阁实际作用较小。为制定政策、执行政策，必须由国会通过法律。而法律的制定，则发展出非正式的「事前审查制」（“prior review”）。此制度下，法律草案需先通过自民党政务调查会以及总务会批准，然后由内阁通过，提交国会。因自民党在法案提交前，已做出审核、修改，所以国会辩论过程名存实亡。法案必然通过，反对党也无可奈何。政府各部委、自民党各派系及产业团体是此体系中的「铁三角」，而高级官僚从中消减分歧、催生共识，作用不可或缺。除官僚外，自民党派系高层也对法律、政策有否决权，因此也被称为「自民党-官僚两头政治」（LDP-bureaucracy diarchy）。
泡沫经济破裂后，官僚体制的缺点被指出，如首相权力较弱，在贸易谈判等急迫事项中过于缓慢，及较难在跨部委事项中取得共识。此外，还有高级公务员屡出丑闻、各部委内部封闭、大臣和官僚权限分界难以界定、年功序列不重视能力，及退休的官僚「下凡」（日语：天下り）至报酬丰厚的私人职位等问题。
日本政府因此开始改革官僚制度。1994年前，日本的选举制度是中选举区制，1个选举区选出2-6名议员。1994 年，在细川护熙内阁领导下，制度过渡为小选举区制，于是国会议员与选区联系更加紧密，地位得到强化。桥本龙太郎首相于 1996 年推行改革，强化了首相权力。内容包括合并政府部委、强化内阁制定政策的权能，及缩减行政机构等，政策于 2001 年生效。其他改革包括于 2001 年通过国家公务员伦理法。最新的公务员改革于 2014 年实现，在安倍晋三首相治下，政府成立内阁人事局，终使各省高级官僚的人事任命由首相及内阁统一管理。

## 职业官僚与等级制度

### 公务员双轨制
日本公务员录用过程中，身份等级制色彩浓厚，根据公务员考试程度区分。其中，职业官僚与非职业官僚（既普通公务员）的任用、晋升形成双轨制。日本国家公务员考试，传统上划分为 I 类考试、II 类考试和 III 类考试。其中，I 类考试合格者，既职业官僚，被视为高级干部候选人员，有望逐级晋升为课长、局长、事务次官。
而其他两类考试合格者，则被视为“非职业官僚”，逐级晋升的机会甚少，一般需要职业官僚“经验年数”的两倍以上才能晋升，且基本上以课长、课长补佐封顶。此制度被称为“职业制度”（日语：キャリア制度）。按照日本公务员工资表，职业官僚起始工资为3级1号，比Ⅱ种考试合格者快3年，比Ⅲ种考试的合格者快最少8年，实际更长。
职业官僚录用后，其人事一开始就由大臣官房的人事部门主管。其他非职业官僚，人事则由各省厅的局人事管理部门管理，且极少晋级局长级公务员，一般最终只能升到课长。职业官僚通过统一考试后，由各省厅进行分别面试，选择录用，考试合格者为实际录用人数的数倍。公务员大多始终受雇于最初录用的省厅，职业发展封闭于省厅内，被比喻为割据体系。
2012年，日本实施新的公务员考试制度。新制度将国家公务员考试分为“综合职”考试（日语：総合職試験）和“一般职”考试（日语：一般職試験），意图废除传统的“职业制度”。综合职公务员负责政策的起草、调查和研究，而一般职公务员则负责定型化的行政事务。然而，改革后的新制度在实际运作中，依然保持了传统的等级制。综合职公务员被视为“职业官僚”，而一般职公务员则被视为“非职业官僚”。

### 官僚晋升
传统上，各部委公务员的人事，为内部管理、决定，较为封闭，政治家和人事院影响有限。官僚晋升方式为“选考”，即“以出勤评定、职场的相互评价和声誉、上司推荐、选拔研修、研修时的评价等众多因素的综合评价”。选考只筛选出除成绩差的、有问题的职员，其他人则按照“经验年数”继续晋升，平均 1 到 2 年换一次岗位。依照惯例，职业官僚晋升实行年功序列，后年次官僚绝对不会在晋升上超过前一年官僚。
职业官僚组一般都能顺利升迁到课长职务，其时间大约需要 20 年，在 40 余岁成为课长。但同为课长，部分职位更为重要，被视为晋升事务次官或其他要职的关键。此类职位包括大部分省厅的总务课（亦有称文书课），秘书课（亦有称人事课）， 会计课（亦有称预算课），分别掌管省厅政策法律、职业官僚人事、和预算的调整工作，还包括大藏省（现财务省）的主计局总务科长。
此后，课长晋升局长需约 10 年，局长普遍年龄约为 50 岁。日本约有 1,000 课级机构，但只有不足 100 个局级机构，及不足 20 个省厅级组织，因此每级晋升便越加激烈。而且并非所有省厅都以事务次官为最高级别的公务员，如外务省驻美大使、法务省检察总长，级别都高于事务次官。

## 官僚地位及影响力

### 官僚影响力
日本官僚集团曾长期主导政策制定过程。特别是在日本经济腾飞期，中央各部委官僚机构曾主导制定了各种行业法，如石油业法、建设业法、道路运输法、银行法以及证券交易法等，并掌控各行各业的准入规制、生产总量、产品策划以其他影响力。通过行使行业规制、行政指导等权力，官僚集团在各行业中强化官方与商界的联系，乃至勾结，为“官僚下凡”打通渠道。
传统日本的政府机构中，政治任命很少。在 2001 年改革前，部委官僚最高层为事务次官，其上只有只有政务次官和大臣（部长），而且政务次官并不参与政策决定，所以一个政治家要试图控制整个部委的官僚组织。2001 年公务员改革后，政府在省厅大臣之下配备了22 名副大臣和 26 名大臣政务官。2001 年前，高级公务员常作为政府委员在国会代替大臣答辩，而且最重要的问题常常是由课长和局长答辩。此惯例也在 2001 年被废除，但依然由公务员准备国会质询的政策问答。
内阁向国会提交立法建议时，其法律草案多由一般由中央各部委的精英官僚起草，过程一般包括：
1. 中央各部委设立“研究会”或“恳谈会”等局级私人咨询机构。
2. 由主管科室的课长、课长辅佐以及系长等精英官僚制定立法大纲。
3. 由局长主持召开的局级会议，审议科室提交的立法草案。
4. 主管科室继续修订立法草案，并与相关部委和政党进行协商并达成妥协。
5. 主管部委的大臣官房文书课提出修订要求。
6. 各部委确定立法草案。
7. 提交至内阁府法制局和事务次官会议进行审查。
8. 提交至内阁进行阁议并最终形成“内阁提出法案”。

因此在法律政策制定过程中，日本精英官僚发挥的巨大影响力。

### 早期劝奖退职惯例及“官僚下凡”
因官僚实行年功序列，日本官场潜规则中，有对高级职业官僚的早期劝奖退职惯例。同期的职业官僚组人员，有一任升任至事务次官职位时，其余的同期官僚便会被人事部门劝退。被劝退的官僚会获得可观的退职金。部分高级官僚会开始从政。高级官僚亦有安排再就业岗位的惯例，即所谓的“官僚下凡”（日语：天下り）。离职后的高级官僚，常获得其出身部委所管辖的外围团体、关联企业、独立行政法人、国立大学法人以及特殊法人等机构的高级职位，获得高薪。
日本已试图改革“官僚下凡”惯例，如2007年对《国家公务员法》作出修订。《国家公务员法》中规定，禁止在职公务员提供信息，便利其他职员或离任职员提供前往营利企业、法人等进行再就业。但改革并非完全成功。如2017 年被曝光文部科学省有组织的斡旋“官僚下凡”，违法案例总计达62件，导致43人受到处分。